# Ignacio Gómez (periodista)
Ignacio Gómez (Bogotá, 29 de agosto de 1962) más conocido como Nacho Gómez es un periodista colombiano conocido por sus informes de alto riesgo sobre crimen organizado, corrupción y grupos paramilitares. En 2000 recibió el "Premio especial por el periodismo de los derechos humanos bajo amenaza", Amnistía Media Award. En 2002, fue galardonado con el Premio Internacional de Libertad de Prensa del Comité para la Protección de los Periodistas.

## Trayectoria
Ignacio Gómez comenzó a trabajar en El Espectador, un periódico de Bogotá. El redactor jefe del periódico en ese momento era Guillermo Cano Isaza, que era un héroe de Gómez. El 17 de diciembre de 1986, pocas semanas después de la contratación de Gómez, Cano fue asesinado frente a la oficina de El Espectador por un hombre con una ametralladora, al parecer en represalia por informar sobre Pablo Escobar y otros capos de la droga. En las décadas de 1980 y 1990, Colombia tenía la tasa más alta de asesinatos de reporteros en el mundo, y durante los siguientes catorce años, diez reporteros más de El Espectador serían asesinados. Más tarde, Gómez describió el estado de ánimo en El Espectador como "como si tu lápida estuviera atada al cuello"
A fines de la década de 1980, Gómez continuó la misión de Cano de investigar agresivamente las conexiones de Pablo Escobar con el gobierno colombiano, y en un momento publicó una lista de propiedades en Medellín que el señor de la droga secretamente poseía. También amplió sus informes a la cobertura del conflicto con grupos paramilitares de extrema derecha, como las Fuerzas de Autodefensa Campesina de Córdoba y Urabá (ACCU) de Carlos Castaño Gil. En septiembre de 1988, se vio obligado a huir del país después de un bombardeo incendiario de las oficinas de El Espectador que se creía que era una represalia por sus informes, pero regresó nueve meses después. Solo en 1989, informó sobre 36 masacres separadas. En 1996, Gómez cofundó La Fundación para la Libertad de Prensa (FLIP), una organización sin fines de lucro para proteger a los periodistas amenazados. También se desempeñó como director ejecutivo del grupo hasta 2001.
Gómez es conocido por su cobertura de la masacre de Mapiripán, una "juerga de cinco días" en julio de 1997 en la que oficiales del ejército colombiano se confabularon con las Autodefensas Unidas de Colombia (AUC) para matar al menos a 49 personas en el pueblo de Mapiripán sospechoso de ser simpatizante de las Fuerzas Armadas Revolucionarias de Colombia. Los asesinos usaron machetes y motosierras, desmembraron los cadáveres y arrojaron las piezas al río. Cuando Gómez dio a conocer la historia de la participación del Ejército en febrero de 2000, recibió 56 amenazas en los próximos dos meses. El 24 de mayo de 2000, un grupo de hombres intentó secuestrar a Gómez cuando ingresaba a un taxi en Bogotá, pero escapó. Al día siguiente, el colega de Gómez, Jineth Bedoya, fue secuestrado, torturado y violado; sus secuestradores le dijeron que "planeaban cortar a Gómez en pedacitos". Amnistía Internacional también emitió una declaración de preocupación por su seguridad y describió su caso como "un claro ejemplo de la campaña de terror a la que los periodistas colombianos están sometidos cada vez más".
El 1 de junio de 2000, Gómez dejó el país y se mudó a Massachusetts, Estados Unidos, donde trabajó durante un año como miembro de Nieman en la Universidad de Harvard. Regresó a Colombia a fines de 2001, convirtiéndose en el director de Investigaciones de Noticias Uno. Después de un informe sobre los vínculos entre el candidato presidencial Álvaro Uribe y el Cartel de Medellín, fue una vez más blanco de amenazas de muerte, junto con el director de noticias Daniel Coronell. El 24 de mayo de 2011, los ladrones intentaron ingresar por la fuerza a la casa de Gómez por séptima vez en diez años; señalando el "equipo sofisticado" de los ladrones, atribuyó el intento de asalto a los agentes del Departamento Administrativo de Seguridad de Colombia (DAS).

## Premios y distinciones
En 2000, Gómez recibió el "Premio especial por el periodismo de los derechos humanos bajo amenaza" en los Premios de prensa del Reino Unido de Amnistía Internacional. Además de su Beca Nieman 2001, Gómez fue galardonado con el Premio Internacional de Libertad de Prensa 2002 del Comité para la Protección de los Periodistas, "un reconocimiento anual de periodismo valiente". En la cita del premio, el CPJ elogió el "compromiso excepcional de Gómez con la verdad y la libertad". En 2010, la organización de Gómez FLIP ganó la Medalla de Honor de Missouri por el Servicio Distinguido en Periodismo, otorgado por la Escuela de Periodismo de Missouri.